# Коприва (Грчка)
Коприва (грч. Χείμαρρος, Химарос) је насељено место у општини Доња Џумаја у периферији Средишња Македонија, Грчка. Према попису из 2021. године било је 526 становника.
Према бугарском географу и историчару, Василу Канчову, у Коприви је 1900. године живело 350 Словена хришћана и 140 Рома. Током Другог балканског и Првог светског рата село је настрадало и део мештана је избегао у Бугарску, тако је после рата остало 359 житеља. Године 1924. још словенских породица је принудно исељено у Бугарску а на њихово место су насељене 162 грчке избегличке породице, укупно 621 особа. На попису из 1928. године Коприва је мешовито насеље са 762 становника.